# On Field Football
On Field Football is een videospel dat werd uitgegeven door Activision en ontwikkeld door Gamestar. Het spel kwam in 1984 uit voor de Commodore 64. Met het spel kan de speler American Football spelen. De speler kan tegen de computer of tegen een andere speler spelen. Aan het begin van het spel kan het aantal spelers en speelduur (5 of 15 minuten) ingesteld worden. Het perspectief van het spel is in de derde persoon.